# Мальте, Натасия
Линн Ната́сия Ма́льте (Линн Ната́ша Ма́лте; англ. Linn Natassia Malthe; род. 19 января 1974) — норвежская актриса и модель. Снялась в роли Рейн в фильмах «Бладрейн 2: Освобождение» и «Бладрейн 3: Третий рейх».

## Биография
Натассия Мальте родилась в Осло (Норвегия), у неё есть ещё две старшие сестры. По матери она имеет филиппинские корни.
В школе она заинтересовалась танцами и для этого она училась в Канаде, Шотландии и Норвегии. После окончания школы она переехала в Лондон, чтобы поступить в музыкальный театр. Затем она переехала в Канаду, где и получила первую роль в кино.
В 2005 году Мальте снялась в фильме «Электра» и была номинирована вместе с Дженнифер Гарнер на премию MTV Movie Awards 2005 в категории "Лучший поцелуй". В 2007 году вышел фильм «Бладрейн 2: Освобождение», где Мальте сыграла главную роль — девушку-полувампира по имени Рейн, заменив Кристанну Локен, которая играла Рейн в первом фильме. С этого фильма начинается сотрудничество Мальте с режиссёром Уве Боллом, который впоследствии снял её в ещё нескольких своих фильмах.
Как правило, в фильмах она указана как «Наташа Малте» (Natassia Malthe), но иногда её можно встретить под именем «Ли́на Тил» (Lina Teal).
Помимо кино, Мальте участвует в модельных показах и снимается для журналов Girls of Maxim и Toro Women

## Фильмография
| Год  |   | Русское название                    | Оригинальное название                       | Роль                  |
| ---- | - | ----------------------------------- | ------------------------------------------- | --------------------- |
| 1996 | ф | Семь дней                           | Seven Days                                  | Лана                  |
| 1999 | ф | Лейк-Плэсид: Озеро страха           | Lake Placid                                 | Джанин                |
| 2000 | ф | Я, снова я и Ирэн                   | Me, Myself & Irene                          | девушка в бикини      |
| 2000 | с | Тёмный ангел (эпизод «Пилот»)       | Dark Angel (episode "Pilot")                | рыжая тусовщица       |
| 2001 | ф | В западне                           | Trapped                                     | Мариса                |
| 2001 | ф | Свадебные платья                    | The Wedding Dress                           | Лула                  |
| 2002 | ф | 40 дней и 40 ночей                  | 40 Days and 40 Nights                       | девушка в кровати     |
| 2004 | с | Мёртвая зона (эпизод «Тени»)        | The Dead Zone (episode "Shadows")           | Тайлер                |
| 2002 | ф | Хэллоуин: Воскрешение               | Halloween: Resurrection                     | французская горничная |
| 2002 | ф | К-9 III: Частные детективы          | K-9: P.I.                                   | грязная танцовщица    |
| 2005 | ф | Электра                             | Elektra                                     | Тиф                   |
| 2005 | ф | Дневник карьеристки                 | Confessions of a Sociopathic Social Climber | Франджапани           |
| 2005 | ф | Кровососы                           | Bloodsuckers                                | Кинтана               |
| 2006 | ф | Хаос                                | Chaos                                       | Джина Лопес           |
| 2006 | ф | Волки-оборотни                      | Skinwalkers                                 | Соня                  |
| 2006 | ф | DOA: Живым или мёртвым              | DOA: Dead or Alive                          | Аянэ                  |
| 2007 | ф | Бладрейн 2: Освобождение            | BloodRayne: Deliverance                     | Рейн                  |
| 2008 | ф | На другой стороне                   | The Other Side of the Tracks                | Люсинда               |
| 2008 | ф | Один в темноте 2                    | Alone in the Dark 2                         | Тёрнер                |
| 2009 | с | Рыцари стальной крови (мини-сериал) | Knights of Bloodsteel                       | Перфидия              |
| 2010 | ф | Бладрейн 3: Третий рейх             | Bloodrayne: The Third Reich                 | Рейн                  |
| 2010 | с | Грань (эпизод «В недрах земли»)     | Fringe (episode "What Lies Below")          | Линда                 |
| 2011 | ф | Во имя короля 2                     | In the Name of the King 2: Two Worlds       | Манхэттен             |
| 2012 | ф | Значит, война                       | This Means War                              | Ксения                |
| 2018 | ф | Альфа                               | Alpha                                       | Ро                    |

## Награды
- 2005 год. Премия канала «MTV» в номинации «Лучший поцелуй» за фильм «Электра».